# Districtul Portalegre
Districtul Portalegre (portugheză Distrito de Portalegre) este un district în centrul Portugaliei, cu reședința în Portalegre. Are o populație de 127 018 locuitori și suprafață de 6 065 km².

## Municipii
- Alter do Chão
- Arronches
- Avis
- Campo Maior
- Castelo de Vide
- Crato
- Elvas
- Fronteira
- Gavião
- Marvão
- Monforte
- Nisa
- Ponte de Sôr
- Portalegre
- Sousel